# Думкозлочин
Думкозлочин (англ. Thoughtcrime) — вид злочину, описаний в романі Джорджа Орвелла «1984». Найтяжчий злочин в тоталітарній державі Океанії. Під це поняття потрапляє будь-яка необережна думка члена АНГСОЦу, будь-який необережний жест або слово.
Неправильний, з точки зору ідеології правлячої партії, вираз обличчя також є різновидом уявного злочина — обличчязлочином. Боротьбою з думкозлочинами в Океанії займалася спеціальна репресивна організація — поліція думок, допити обвинувачених проходили в Міністерстві любові. Для виявлення підозрюваних використовувалося стеження, яке вели за громадянами агенти поліції думок і добровольці (у тому числі — найближчі родичі думкозлочинців), а також спеціальний технічний пристрій, встановлений в будинку кожного члена партії — телеекрани.
Основна функція поліції думок — довести порушникові, що він був неправий. Думкозлочинець піддавався витонченим тортурам і допитам, метою яких була зміна свідомості обвинуваченого, навіювання йому віри в партійні догми. Після такої обробки людина починала щиро вірити в правоту АНГСОЦу, в велич Старшого Брата, визнавала свої колишні погляди помилковими. Деякі думкозлочинці, що розкаялись, відпускалися на свободу для того, щоб потім, через деякий час, бути знову схопленими поліцією думок.
У своєму щоденнику Вінстон Сміт так характеризує думкозлочин:
|                | Думкозлочин не тягне за собою смерть: думкозлочин Є смерть |
| — Вінстон Сміт |                                                            |